# Trảu đầu hung
Trảu đầu hung (tên khoa học Merops orientalis) là loài chim thuộc họ Trảu.
Loài này phân bố ở châu Phi cận Sahara, từ Sénégal và Gambia đến Ethiopia, thung lũng sông Nil, miền tây bán đảo Ả rập và ở châu Á từ Ấn Độ đến Việt Nam. Trảu đầu hung sống trong các trảng cỏ khá xa nguồn nước, thức ăn chủ yếu là sâu bọ.

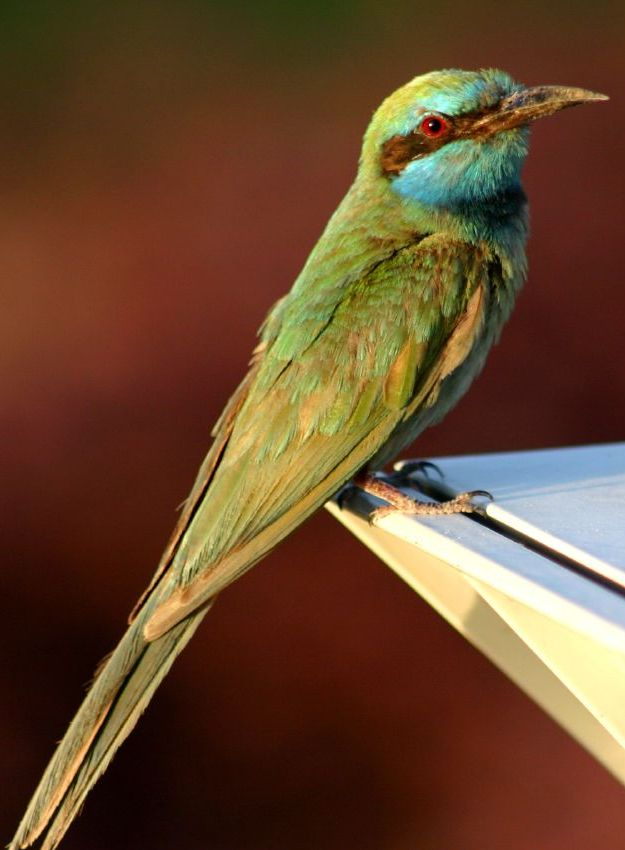
Phân loài muscatensis ở UAE

### Khóa phân loại
Một số quần thể đã được coi là các phân loài:
- viridissimus phân bố từ Senegal đến bắc Ethiopia
- cleopatra từ thung lũng sông Nil đến bắc Sudan
- flavoviridis từ bắc Chad đến Sudan
- muscatensis tại bán đảo Arập
- cyanophrys ở Israel và khu vực Arập (bao gồm cả meccanus)
- beludschicus(=biludschicus[4]) từ Iran đến Pakistan (lông nhạt màu với cổ họng màu xanh)[5]
- orientalis ở Ấn Độ và Sri Lanka
- ferrugeiceps (=birmanus) ở đông bắc Ấn Độ, Myanmar, Thái Lan và Việt Nam

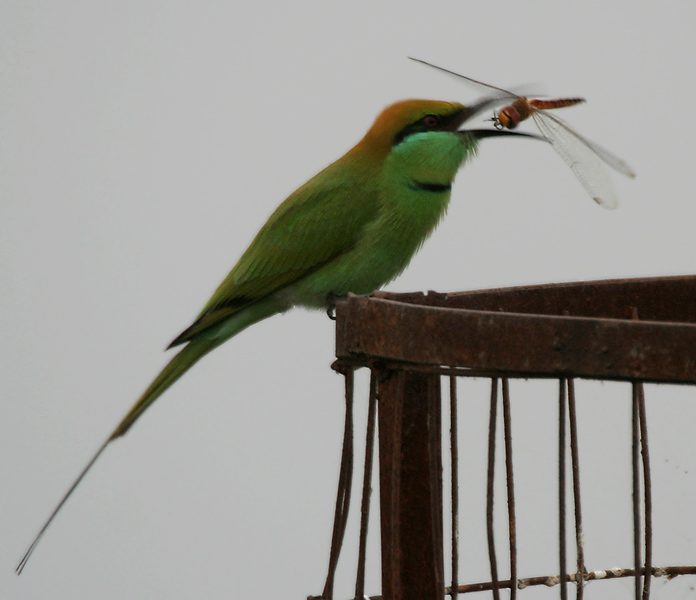
Trảu đầu hung đang ăn chuồn chuồn ở Hyderabad, Ấn Độ.

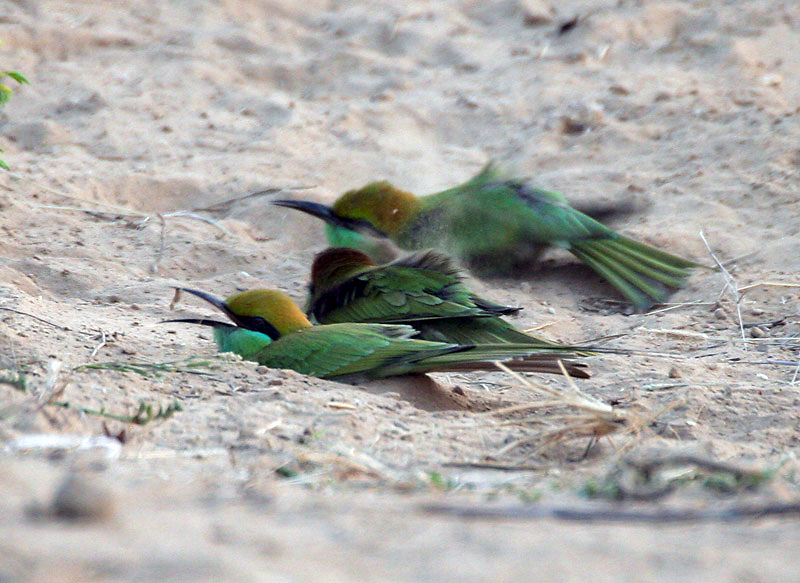
Tắm cát.

- ceylonicus ở Sri Lanka

## Hình ảnh

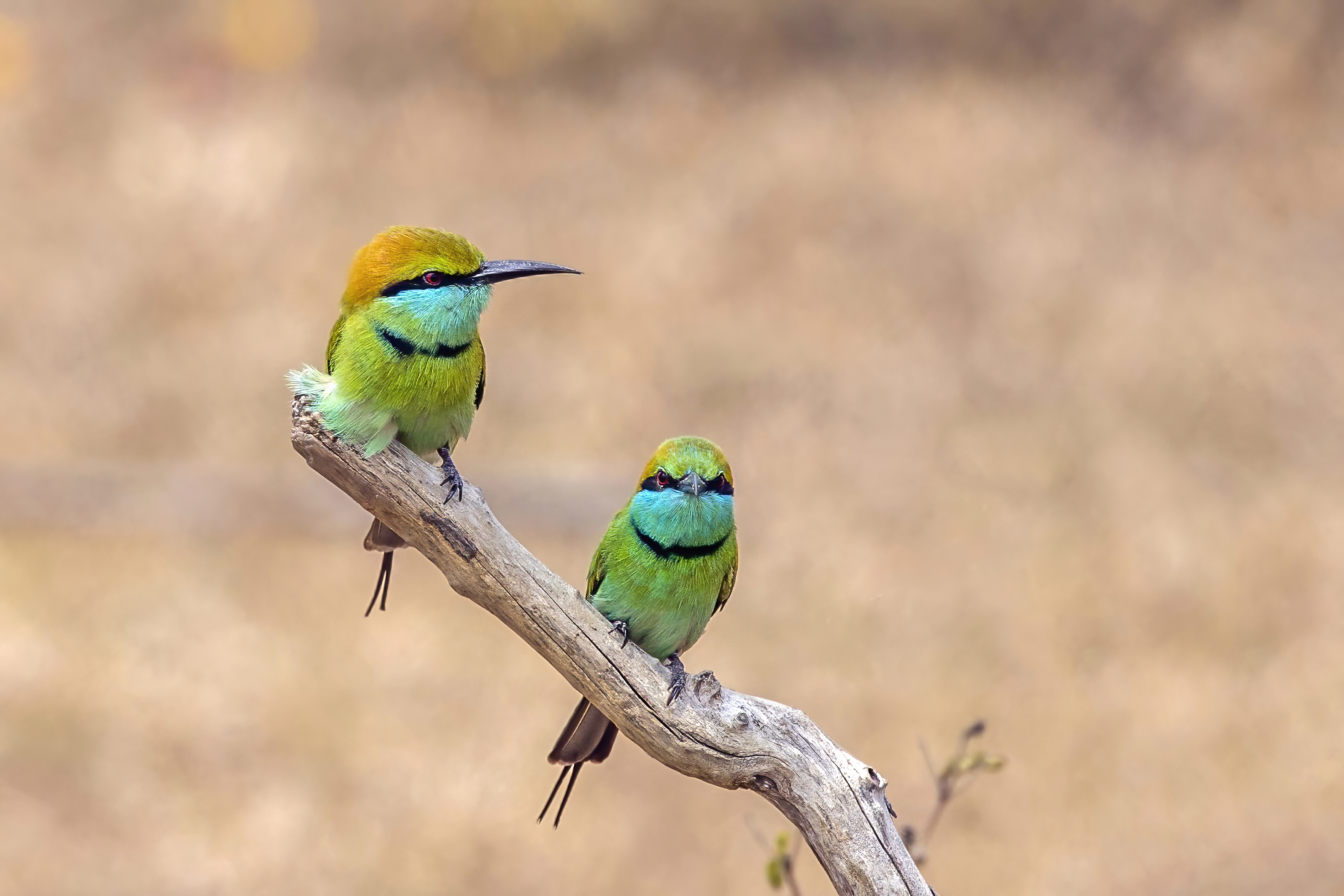
M. o. ceylonicus pair
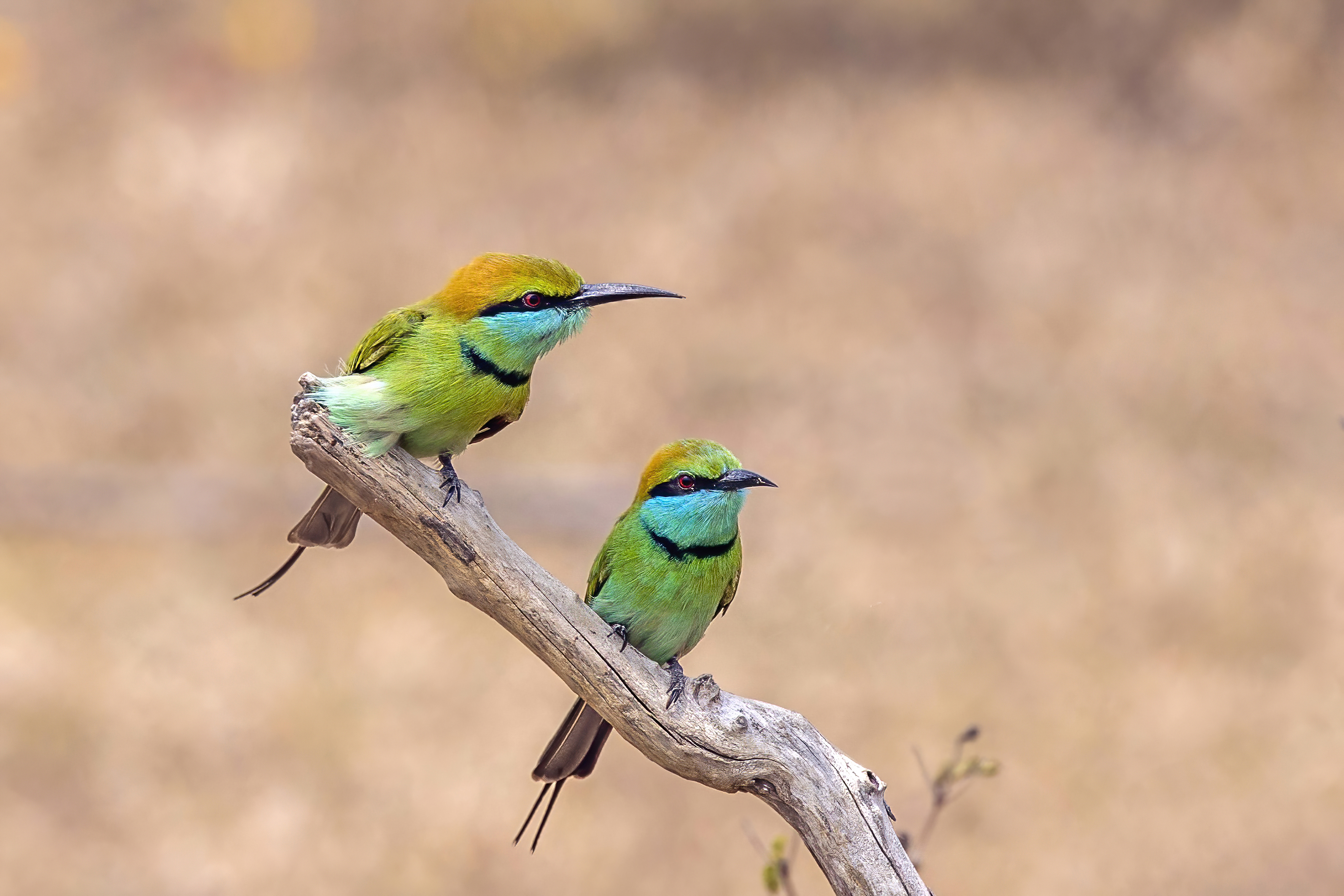
spotting prey
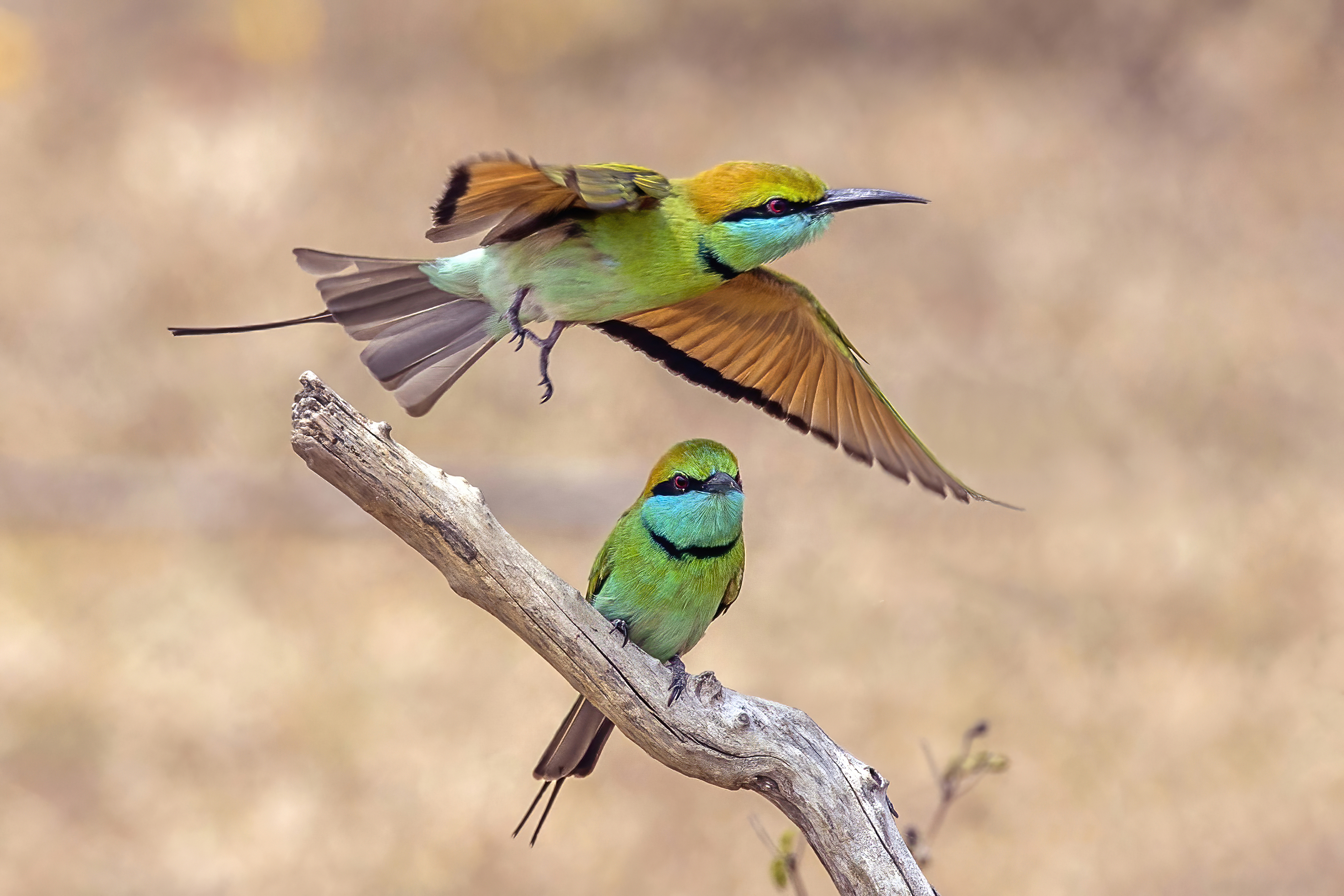
flying off to catch prey
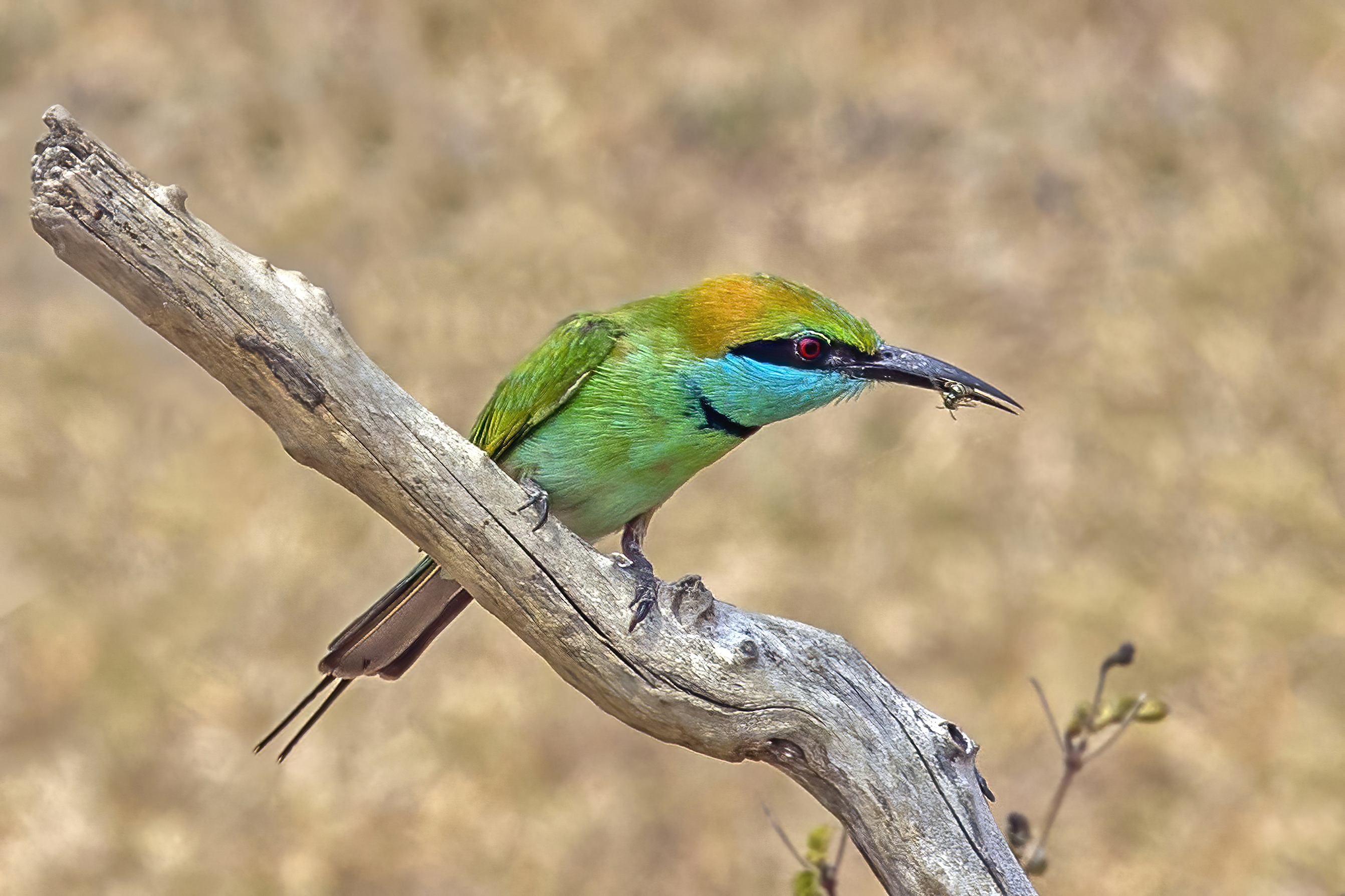
with a bee
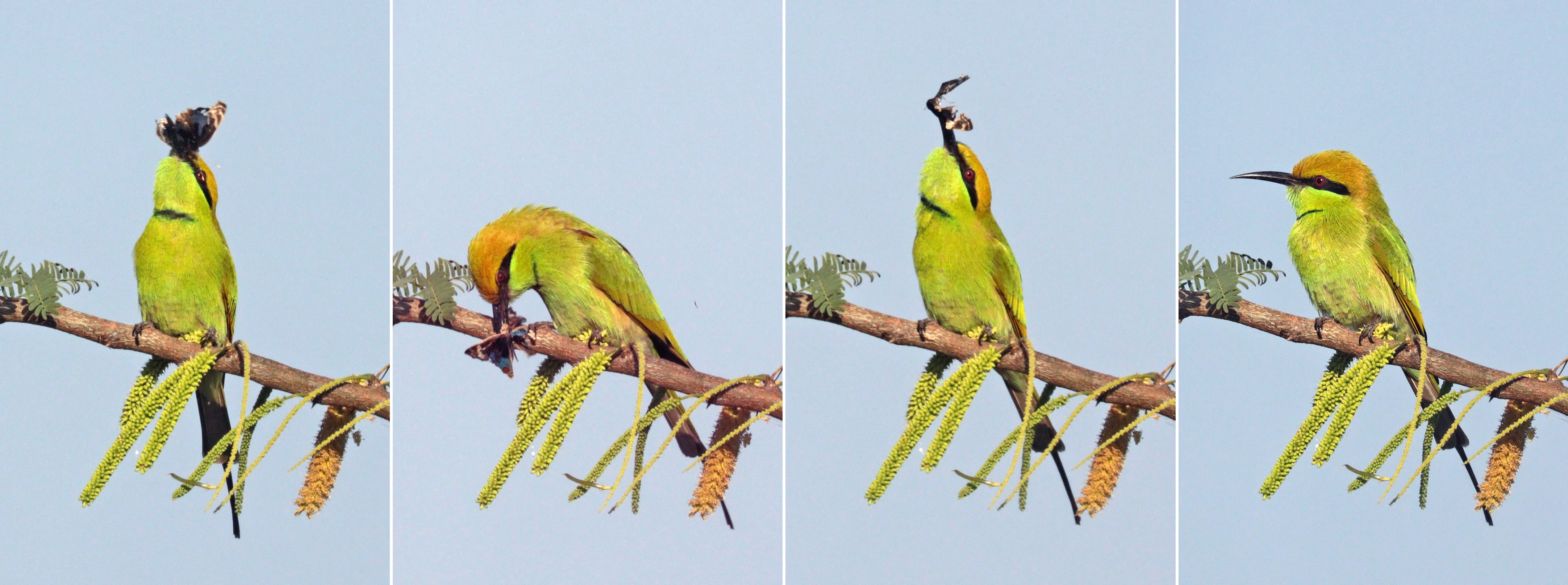
M. o. orientalis eating blue pansy